# Ping Pong Tactics
Ping Pong Tactics is een poprockband uit Lembeke.
De band bracht in 2011 zijn debuutalbum uit dat werd opgenomen met de hulp van Pascal Deweze. Ping Pong Tactics speelde onder meer op Boomtown, de Gentse Feesten en in de Ancienne Belgique.
Na het uiteenvallen van de band in 2015 begon Thomas Huyghe te werken voor Woestijnvis.

## Discografie
- 2011 Ping Pong Tactics
- 2014 Lembeke - the singles